# Szentpál Mónika
Szentpál Mónika (Budapest, 1926. szeptember 11. – Budapest, 2010. október 4.) magyar tánc- és előadóművész, színésznő, érdemes művész.

## Pályája
1945-ben lépett be a Szentpál Tánccsoportba, 1955-től a Pécsi Nemzeti Színház, az Úttörő Színház, a győri Kisfaludy Színház és a Rádió Színház tagja. 1963-tól 1982-ig az Irodalmi Színpad, ill. a későbbi Radnóti Miklós Színház tagja volt.
1982 után elsősorban önálló esteken lépett fel. Fontosabb előadásai:
- Krónika az magyaroknak dolgairól
- Magyar Ámor avagy égi, földi, pokolbeli szerelem
- Fésületlen gondolatok
- Kis magyar szatíra lexikon.
- Kiss Anna költőnő szerzői estje

Egy időben az Angelika Sarokasztal irodalmi és előadó estjeit szerkesztette.
Férje Rákos Sándor Kossuth-díjas költő, sógora pedig Szilágyi János György volt. 2010. október 4-én hajnalban lakásában tűz ütött ki, és életét már nem lehetett megmenteni.

## Színházi szerepeiből
- Vörösmarty Mihály: Csongor és Tünde... Éjkirálynő
- Babits Mihály: Laodameia... Karvezető
- Babits Mihály - Szendrő Ferenc: Második ének... Első udvarhölgy
- Heltai Jenő: A néma levente... Monna Mea
- Heltai Jenő: Interjú... A szobalány
- Heltai Jenő: Ismeretlen város... Philippa Loxfield
- Kiss Károly: Minden hatalmat!... Krupszkaja
- Szinetár György: Revolvert vegyenek... Kovalszkája
- Devecseri Gábor: A meztelen istennő... szereplő
- Garai Gábor: Rapszódia az elragadtatásról... A Szellő-lány hangja
- Vaszary Gábor: Az ördög nem alszik... I. szobalány
- Csizmarek Mátyás: Bújócska... Teri, Kovácsék leánya
- Mezei András: Messziről érkezett virág... Első városbeli
- Jacobi Viktor: Leányvásár... Harrisonné
- Huszka Jenő: Mária főhadnagy... Simonich bárónő
- Ábrahám Pál: Bál a Savoyban... Paulette
- Marin Držić: Dundo Maroje... Péra, raguzzai leány
- Paul Armont - Paul Vandenberghe: Fiúk, lányok, kutyák... Estelle
- Harriet Beecher Stowe–Alekszandra Brustein: Tamás bátya kunyhója... Fogadósné
- Jean Giraudoux: Bellaci Apollo... Chevredent kisasszony
- Tennessee Williams: Múlt nyáron hirtelen... Mrs. Holly
- J. Hocsinszkij - E. Hocsinszkij: Csodák országa... Luszja
- Párizs fia dalol Versek, sanzonok Párizs egy napjáról... szereplő
- Radnóti emlékest... szereplő
- Budapest költészete... szereplő
- A kék madár nyomában... szereplő
- Petőfi Sándor: Az apostol... szereplő
- Örkény István: Egy perces novellák... szereplő
- Várnai Zseni-est... szereplő
- Váci Mihály-est... szereplő
- Somlyó György-est... szereplő
- Nagy László-est... szereplő
- Simon István-est... szereplő
- Füst Milán-est... szereplő
- Móra Ferenc-emlékest... szereplő
- Móricz Zsigmond-emlékműsor... szereplő
- Ady-est...szereplő
- Párbeszéd József Attilával...szereplő
- Shakespeare, a költő...szereplő

## Díjai, elismerései
- SZOT-díj (1963)
- Érdemes művész (1982)
- Fővárosi Tanács Művészeti díja (1989)

## Róla
- Egyedül a pódiumon című könyvben.